# Reflecto
Reflecto è un personaggio dei fumetti pubblicati da DC Comics, un supereroe apparso per la prima volta come statua commemorativa di un membro deceduto della Legione dei Super-Eroi, in Adventure Comics n. 354 (marzo 1967), nella storia Adult Legion, che si propone di descrivere la Legione più avanti nel tempo invece di un'avventura della Legione regolare. Fu menzionato che Reflecto era rimasto "ucciso in un duello contro Molecule Master".

## Storia editoriale
Nei primi anni settanta, Dave Cockrum pianificò una serie spin-off della Legione chiamata The Outsiders, che avrebbe avuto, tra gli altri personaggi, Nightcrawler (che fu poi inserito nella squadra X-Men della Marvel Comics) e Reflecto, nella sua prima comparsa come personaggio vivente. Tuttavia, questa serie non fu mai prodotta.

## Biografia del personaggio
Reflecto comparve per la prima volta come personaggio in Legione dei Super Eroi dal n. 277 al n. 280 (luglio 1980). La sua comparsa iniziale suggerì che fosse Ultra Boy colpito da amnesia, ma si rivelò presto essere Superboy (il cui corpo era sotto possesso della coscienza dell'apparentemente morto Ultra Boy), che soffriva di una forma di amnesia portata da una sua inavvertita disobbedienza ad un ordine post-ipnotico impiantato nella sua mente da Saturn Girl. Il comando post-ipnotico proibì a Superboy di fare mai ritorno al XXX secolo; gli fu dato per prevenire che Superboy alterasse la storia dopo aver saputo il tempo e la causa delle morti dei suoi genitori adottivi, Jonathan e Martha Kent.
Dopo essere giunto chissà come nel XXX secolo, Superboy si ritrovò in un mondo con una gravità molto alta. I suoi superpoteri in qualche modo diminuivano, e non poteva a lasciare il pianeta immediatamente. Incontrò una bestia molto potente che lo attaccò ripetutamente finché il giovane non scoprì che questo era attratto dai colori dei suoi capelli e della sua uniforme e tutto ciò che sul pianeta era rosso o arancione. Al fine di terminare gli attacchi, Superboy utilizzò la sua vista calorifica per fondere la sabbia rossiccia del pianeta sulla sua testa e sulla sua uniforme, cambiandone così i colori.
Dopo qualche tempo, riuscì a lasciare il pianeta, ma non sapeva dove si trovava. Era anche inconsapevole di aver viaggiato nel tempo. Dopo aver scoperto di trovarsi nel XXX secolo, il conflitto con il comando post-ipnotico gli causò una forma estrema di diniego/amnesia. Questo, combinato con le sue nuove sembianze lo portarono a formare l'identità di Reflecto. Nella sua mente, se non era "Superboy", non stava violando il comando post-ipnotico.
Si scoprì che Reflecto era Superboy quando si lanciò per assorbire una potente scarica d'energia diretta ad eliminare Phantom Girl. L'intensa energia vaporizzò la sabbia fusa dall'indistruttibile tessuto Kryptoniano e rivelò la celeberrima "S" e la sua uniforme originale. Saturn Girl quindi rimosse il comando e ricostituì la sua mente. Superboy ritornò alla propria epoca e acconsentì a non fare più ritorno al XXX secolo.
La statua del "morto" Ultra Boy nella sala dei Legionari deceduti della Legione fu cambiata in quella di Reflecto, tornando così alla descrizione vista sulla statua che comparve in "Adult Legion".
In Legione dei Super Eroi vol. 4 Annual n. 1, che avvenne dopo che la continuità cambiò cancellando Superboy dalla storia, Reflecto fu mostrato come una persona reale in un flashback da un solo pannello. In 2995 Legion of Superheroes Sourcebook, scritto dagli scrittori della serie della Legione non considerato canonico dalla DC Comics, fu spiegato che questo Reflecto fu ucciso da Molecule Master come menzionato nella statua comparsa in "Adult Legion".

## Versione alternativa
Un personaggio comparve per qualche istante nel marzo 2006 nel n. 16 di Legione dei Super Eroi vol. 5 come un fan divenuto pazzo per la morte di Dream Girl. Credendo che lui e Dream Girl erano fatti per stare insieme, si scagliò contro la Legione riflettendo i poteri della squadra contro di essa. Fu poi sopraffatto da Triplicate Girl poiché non c'era nulla da riflettere contro una ragazza "ordinaria". Poco dopo Shadow Lass si riferì a lui chiamandolo "Reflecto".